# 2022 dans la poésie
Cet article présente les faits marquants de l'année 2022 dans la poésie.

## Décès

### Janvier
- 1er janvier : Martin Achard, Poète et historien canadien.
- 8 janvier : 
  - Baktash Abtin, Poète et réalisateur iranien.
  - Pierre Boissière, Poète, conteur et chanteur français.
- 14 janvier : Thiago de Mello, Poète et traducteur brésilien.
- 15 janvier : Michelle Grangaud, Écrivaine et poétesse française.
- 21 janvier : Anatoli Naïman, Poète, traducteur, essayiste et écrivain soviétique puis russe.
- 22 janvier : Thích Nhất Hạnh, Moine bouddhiste et poète vietnamien.
- 27 janvier : René de Obaldia, Dramaturge, romancier et poète français.

### Février
- 6 février : Hans Neuenfels, Auteur, poète et cinéaste allemand.
- 12 février : Hugo Torres Jiménez, Militaire, politicien et poète nicaraguayen.
- 14 février : Hubert de Ravinel, Professeur, essayiste et poète canadien.
- 16 février : Michel Deguy, Poète et essayiste français.

### Mars
- 2 mars : Frédérick Tristan, Écrivain et poète français.
- 25 mars : Reza Baraheni, Écrivain et poète iranien.
- 31 mars : Richard Howard, Poète, traducteur et journaliste américain.

### Avril
- 2 avril : Emmanuel Fournier, Philosophe, enseignant, poète, dessinateur et médecin français.
- 28 avril : Yvon Pradel, Dramaturge et poète français.
- 29 avril : Robert Goolrick, Poète, romancier et écrivain américain.

### Mai
- 8 mai : Kim Ji-ha, Poète et dramaturge sud-coréen.
- 23 mai : Hakim Bey, Écrivain politique et poète américain.

### Juin
- 4 juin : George Lamming, Poète et romancier barbadien.
- 20 juin : Alphonse Allain, Poète français.
- 21 juin : Patrizia Cavalli, Poétesse italienne.
- 27 juin : Fina García Marruz, Écrivaine et poétesse cubaine.

### Juillet
- 11 juillet : Diana Lebacs, Poétesse néerlandaise.
- 16 juillet : Vira Vovk, Enseignante, écrivaine, poétesse et traductrice ukraino-brésilienne.
- 18 juillet : Xavier Amorós Solà, Poète et homme politique espagnol.
- 21 juillet : Alain Horic, Militaire, poète et éditeur canadien.
- 25 juillet : Knuts Skujenieks, Poète et journaliste letton.

### Août
- 1er août : Christian Rapin, Écrivain, poète et linguiste français d'expression occitane.
- 10 août : Houshang Ebtehaj, Poète, musicien et écrivain iranien.
- 18 août : Hadrawi, Poète somalien.

### Septembre
- 5 septembre : Eva Zeller, Poétesse et romancière allemande.
- 12 septembre : 
  - Andrée Appercelle, Poétesse française.
  - Yadollah Royaï, Poète iranien.
- 15 septembre : Bang Hai Ja, Peintre, poétesse et calligraphe sud-coréenne.
- 18 septembre : Kjell Espmark, Poète, romancier et historien de la littérature suédois.
- 28 septembre : Jim Nisbet, Romancier et poète américain.
- 29 septembre : Réjean Bonenfant, Écrivain, poète et romancier canadien.

### Octobre
- 1er octobre : Marguerite Andersen, Romancière, essayiste et poétesse franco-ontarienne.
- 9 octobre : Temsüla Ao, Poétesse, nouvelliste et ethnographe indienne.
- 19 octobre : Jacques Brault, Poète, dramaturge et romancier canadien.
- 22 octobre : Leszek Engelking, Poète, traducteur, écrivain, essayiste, historien de la littérature et critique littéraire polonais.

### Novembre
- 14 novembre : Mary Norbert Körte, Poétesse américaine.
- 18 novembre : Myriam Cliche, Poétesse canadienne.
- 22 novembre : Bernadette Mayer, Poétesse et écrivaine américaine.
- 23 novembre : Christian Bobin, Écrivain et poète français.
- 24 novembre : Hans Magnus Enzensberger, Poète, écrivain et traducteur allemand.
- 28 novembre : Rajko Petrov Nogo, Poète, essayiste et homme politique serbe.
- 29 novembre : Richard Shelton, Écrivain et poète américain.
- Volodymyr Vakoulenko : Poète, écrivain pour la jeunesse et wikimédien ukrainien.

### Décembre
- 1er décembre : Yadollah Maftun Amini, Poète iranien.
- 5 décembre : Eduard Ovčáček, Artiste graphique, sculpteur, poète visuel et peintre tchécoslovaque puis tchèque.
- 8 décembre : Aldona Gustas, Artiste peintre, poète et illustratrice allemande.
- 14 décembre : Wulf Kirsten, Poète et éditeur allemand.
- 30 décembre : Luis Mizón, Poète et écrivain chilien.